# Gloriosa victoria
Gloriosa victoria (Glorieuse Victoire) est un tableau peint par Diego Rivera en 1954 et conservé au musée Pouchkine à Moscou.

## Historique
Des peintres mexicains commandent une fresque à Diego Rivera afin de soutenir le peuple guatémaltèque dont le pays avait été envahi récemment par les États-Unis. Cependant, la peinture murale n'a pas été appréciée et Rivera a été inculpé, car il a fustigé le commandant allié de la Seconde Guerre mondiale, de sorte que l'œuvre n'a pas été exposée sur le continent américain.
En 2000, Gloriosa victoria est découverte dans les réserves du Musée Pouchkine à Moscou, où elle avait été stockée pendant des décennies. Quoique conservée roulée dans les caves de l'établissement, son état est resté satisfaisant. 
Selon le catalogue du Musée Pouchkine, la fresque est un cadeau de Rivera à l'Union des artistes de l'Union soviétique, un groupe qui à son tour en a fait don au musée en 1958, lequel l'a exposée à plusieurs reprises.

## Description
Gloriosa victoria dépeint l'invasion sanglante suivie du coup d'état au Guatemala — l'opération PBSUCCESS — orchestrée secrètement par la Central Intelligence Agency (CIA), qui a conduit à la chute du gouvernement réformiste de Jacobo Arbenz (1951-1954) et mené à l'élection de Carlos Castillo Armas comme président.
Au centre du tableau, le secrétaire d'État John Foster Dulles serrant la main de Carlos Castillo Armas. Le frère de John Dulles et directeur de la CIA, Allen Dulles, et l'ambassadeur américain au Guatemala, John Peurifoy, donnent de l'argent aux officiers de l'armée guatémaltèque, tandis que les indigènes travaillent comme esclaves pour remplir les cales des navires de l'United Fruit Company (UFCO) de bananes. Aux pieds de l'ambassadeur, une bombe anthropomorphe présente le visage souriant du président américain Dwight Eisenhower tandis qu'à ses côtés se tiennent les colonels Elfego Hernán Monzón Aguirre et José Trinidad Oliva. Au fond de la toile, l'archevêque Rossell y Arellano bénit les officiels ainsi que les cadavres des travailleurs qu'ils ont massacrés.
Vers l'arrière, vêtue d'une chemise rouge, la peintre guatémaltèque Rina Lazo, l'élève préférée de Rivera, se tient, confuse, au milieu d'autres spectateurs de la scène et devant des opposants emprisonnés.
Le tableau est signé et daté avec l'inscription « 7 novembre 1954. Diego Rivera. Avec la collaboration de Rina Lazo et Ana Teresa ».

## Expositions

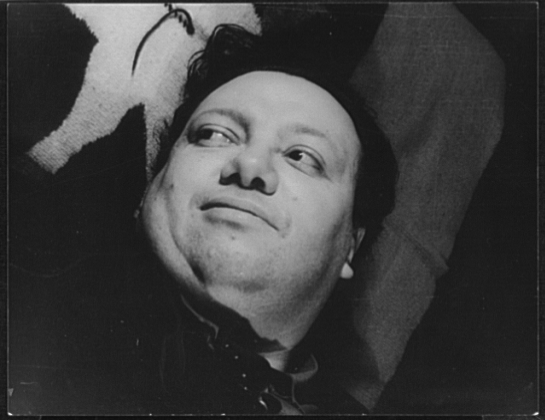
Diego Rivera en 1932
Photographie de Carl van Vechten

Le tableau a été exposé pour la première fois au Guatemala en 2010 pour l'exposition ¡Oh revolución! 1944/2010.